# A Csillagkapu: Atlantisz szereplőinek listája
A Csillagkapu: Atlantisz című amerikai sci-fi sorozat öt évaddal rendelkezik. A Csillagkapu sorozat spin-offja.

## Főszereplők
A Csillagkapu: Atlantisz főszereplői tudósokból és az Egyesült Államok Légierejének katonáiból áll, mindegyikük a Pegazus-galaxisban lévő Atlantiszon teljesít szolgálatot.

### John Sheppard
John Sheppard alezredes az Egyesült Államok Légierejének tisztje Joe Flanigan alakításában. 2004 óta tagja az Atlantisz-expedíciónak, és ettől kezdve a város katonai vezetője is egy időben. Az atlantiszi egyes felderítőcsapat vezetője, társaival (Rodney McKay, Teyla Emmagan, Aiden Ford, később Ronon Dex) a Pegazus-galaxis különböző világaira látogatnak el.

### Rodney McKay
Dr. Meredith Rodney McKay, ismertebb nevén Rodney McKay az Egyesült Államok Légierejének alkalmazottja, megformálója: David Hewlett. Először a Csillagkapu 5. évadjának tizennegyedik, 48 óra című részében tűnik fel, amikor a Csillagkapu Programhoz csatlakozik. McKay egy zseniális asztrofizikus, szakértője nem csak a Csillagkapunak és a féregjárat-fizikának, hanem az Ős és nanit technológiának is. Sheppard alezredes csapatának tagja, akik rengeteg alkalommal hasznát veszik kivételes műszaki ismereteinek.

### Teyla Emmagan
Teyla Emmagan (Rachel Luttrell) a Pegazus-galaxisbeli Athosról származik. Népe, az athosiak vezetője. Miután az athosiak a szárazföldre költöznek, Teyla Atlantiszon marad, és Sheppard alezredes csapatának tagja lesz.

### Elizabeth Weir
A Torri Higginson alakította Elizabeth Weir rövid ideig a Csillagkapu Parancsnokság vezetője, majd az Atlantisz-expedíció parancsnoka. A kezdetben nemzetközi diplomatából bolygóközi diplomatává vált.. Először a Csillagkapu hetedik évadjában tűnt fel, majd a Csillagkapu: Atlantisz állandó főszereplője lett.

### Carson Beckett
Dr. Carson Beckett az Atlantisz-expedíció főorvosa. Megszemélyesítője: Paul McGillion. Az ő nevéhez fűződik az ős-gén terápia, mellyel az ős-technológiák használatához szükséges gént juttatja az emberi szervezetbe. Másik fontos felfedezése egy retrovírus, ami eltávolítja az Iratus bogár DNS-ét a Lidérc DNS-ből, így emberré változtatja őket.

### Ronon Dex
Ronon Dex egy satedai, a Pegazus-galaxisban található Sateda bolygóról származik, melyet elpusztítottak a lidércek. Ő maga túlélte a támadást, ám a lidércek Üldözötté változtatták. A második évadban csatlakozik az Atlantisz-expedícióhoz, Sheppard alezredes csapatának tagja lesz Rodney McKayjel és Teyla Emmagannal együtt.

### Aiden Ford
Aiden Ford az Egyesült Államok Haditengerészetének katonája hadnagyi rangban. Rainbow Sun Francks alakítja. Az első évadban főszereplő volt, mint az egyes ugrócsapat tagja, a másodikban vendégszereplő lett belőle, miután a lidérc enzimtől bedrogozva elszökött Atlantiszról.

### Samantha Carter
Az Amanda Tapping által megformált Samantha Carter ezredes elsőként a tíz évadon át futó Csillagkapu főszereplője volt, mint a CSK-1 állandó tagja. Az Egyesült Államok Légierejénél teljesít szolgálatot. Elizabeth Weir halála után nevezik ki az Atlantisz-expedíció vezetőjének a sorozat negyedik évadjában.

### Jennifer Keller
Dr. Jennifer Keller az Atlantisz-expedíció főorvosa lesz Dr. Carson Beckett halála után. Ronon Dex gyengéd érzelmeket táplál iránta, de Keller inkább Rodney McKayhez vonzódik, aki szintén így érez iránta.

### Richard Woolsey
Richard Woolsey megformálója Robert Picardo. Woolsey először a Csillagkapu sorozatban tűnik fel, mint vendégszereplő, majd a Csillagkapu: Atlantisz ötödik évadjában kinevezik az Atlantisz-expedíció parancsnokává, Samantha Carter utódja lesz. Az IOA-nak dolgozik.

## Visszatérő szereplők

### Visszatérő szereplők - földi
| Szereplő                | Megformálója          | Részvétel                 | Szerep                                                                       |
| ----------------------- | --------------------- | ------------------------- | ---------------------------------------------------------------------------- |
| Jack O'Neill tábornok   | Richard Dean Anderson | 1., 3. évad (4 epizód)    | A Légierő tábornoka.                                                         |
| Daniel Jackson          | Michael Shanks        | 1., 5. évad (3 epizód)    | Régész, kutató.                                                              |
| Dr. Radek Zelenka       | David Nykl            | 1-5. évad (54 epizód)     | Civil tudós                                                                  |
| Lorne őrnagy            | Kavan Smith           | 2-5. évad (29 epizód)     | Az Atlantisz-expedíció tagja, a Légierő katonája                             |
| Steven Caldwell ezredes | Mitch Pileggi         | 2-5.(évad22 epizód)       | A Légierő tisztje, a Daedalus kapitánya                                      |
| Bates őrmester          | Dean Marshall         | 1., 4. évad (9 epizód)    | Az Atlantisz-expedíció tagja volt, ám egy sérülés miatt visszatért a Földre. |
| Dr. Peter Grodin        | Craig Veroni          | 1. évad (9 epizód)        | Mérnök volt, egyben Elizabeth Weir tanácsadója is.                           |
| Dr. Peter Kavanagh      | Ben Cotton            | 1-2, 4-5. évad (6 epizód) | Az Atlantisz-expedíció tudósa volt                                           |
| Dr. Kate Heightmeyer    | Claire Rankin         | 1-4. évad (5 epizód)      | Pszichológus Atlantiszon, randizgatott Rodney McKayjel                       |
| Stackhouse őrmester     | Boyan Vukelic         | 1. évad (5 epizód)        | Az egyik felderítőcsapatot vezeti                                            |
| Markham őrmester        | Joseph May            | 1. évad (2 epizód)        | A Haditengerészet tisztje, rendelkezik az ős-génnel.                         |
| Laura Cadman hadnagy    | Jamie Ray Newman      | 2. évad (2 epizód)        | Az egyik részben közösen birtokolják McKayjel a férfi testét.                |

### Visszatérő szereplők - nem földi
| Szereplő         | Megformálója          | Részvétel                                    | Szerep                                                                          |
| ---------------- | --------------------- | -------------------------------------------- | ------------------------------------------------------------------------------- |
| - Halling - Todd | Christopher Heyerdahl | 1., 4. évad (6 epizód) 3-5. évad (13 epizód) | Athosi A Genii börtönben raboskodott Shepparddel, később Atlantisz szövetségese |
| Acastus Kolya    | Robert Davi           | 1., 3., 5. évad (6 epizód)                   | Genii parancsnok                                                                |
| Cowen            | Colm Meaney           | 1-2. évad (3 epizód)                         | Genii vezető                                                                    |
| Hermiod          | Trevor Devall (hang)  | 2-3. évad (8 epizód)                         | A Daedaluson szolgáló Asgard tiszt.                                             |
| Lidérc           | James Lafazanos       | -                                            | A színész több lidérc tisztet is játszott                                       |